# WGC - HSBC Champions
Het WGC-HSBC Champions is een jaarlijks golftoernooi in China, dat deel uitmaakt van de Europese PGA Tour en wordt steeds in november op de Sheshan Golf Club in Shanghai gespeeld. Alle spelers spelen 72 holes.

## Deelnemers
Deelnemers zijn onder anderen:
- de winnaars van de Majors van het voorgaande jaar
- de winnaars van de andere drie WGC toernooien van het voorgaande jaar
- 23 winnaars van de Amerikaanse PGA Tour van het voorgaande jaar en 5 wildcards
- 23 winnaars van de Europese Tour van het voorgaande jaar en 5 wildcards
- 9 winnaars van de Aziatische PGA Tour van het voorgaande jaar
- 5 winnaars van de Australaziatische Tour van het voorgaande jaar
- 5 winnaars van de Japan Golf Tour van het voorgaande jaar
- 5 winnaars van de Sunshine Tour van het voorgaande jaar
- 4 spelers uit China

## Old Tom Morris Cup
In 2010 werd een nieuwe trofee voor dit kampioenschap geïntroduceerd, een grote grijs-witte Wedgwood vaas met deksel, vernoemd naar Old Tom Morris. Hij werd onthuld door Phil Mickelson, die het kampioenschap twee keer won.

## Winnaars
| Jaar               | Winnaar            | Score          | Score          | Info                                            |
| HSBC Champions     | HSBC Champions     | HSBC Champions | HSBC Champions | HSBC Champions                                  |
| ------------------ | ------------------ | -------------- | -------------- | ----------------------------------------------- |
| 2005               | David Howell       | 268            | –20            |                                                 |
| 2006               | Yang Yong-eun      | 274            | –14            |                                                 |
| 2007               | Phil Mickelson po  | 278            | –10            | Won de play-off van Ross Fisher en Lee Westwood |
| 2008               | Sergio Garcia po   | 274            | –14            | Won de play-off van Oliver Wilson               |
| WGC-HSBC Champions |                    |                |                |                                                 |
| 2009               | Phil Mickelson     | 270            | –18            |                                                 |
| 2010               | Francesco Molinari | 269            | –19            |                                                 |
| 2011               | Martin Kaymer      | 268            | –20            |                                                 |
| 2012               | Ian Poulter        | 267            | –21            |                                                 |
| 2013               | Dustin Johnson     | 264            | –24            |                                                 |
| 2014               | Bubba Watson       | 277            | –11            | Won de play-off van Tim Clark                   |

| Toernooirecord |  | po = winnaar na play-off |